# Nhà thờ Chúa giáng sinh của Đức Trinh Nữ Maria tại Kończyce Małe
Nhà thờ Chúa giáng sinh của Đức Trinh Nữ Maria tại Kończyce Małe (tiếng Ba Lan: Kościół Narodzenia Najświętszej Maryi Panny w Kończycach Małych) là một nhà thờ giáo xứ Giáo hội Latinh nằm ở làng Kończyce Małe, huyện Cieszyński, vùng Śląskie. Từ ngày 16 tháng 11 năm 1999, Bức tranh Đức Mẹ Konczycka được trưng bày. Nhà thờ thuộc về dòng Strumieński của giáo phận Bielsko-Żywiec.

## Lịch sử và mô tả
Gian giữa Nhà thờ dựng lên vào năm 1713 trên địa điểm của nhà thờ gỗ trước đó. Một tòa tháp bằng gỗ đứng bên cạnh nhà thời. Đến năm 1818, tòa tháp này được tái thiết với nguyên vật liệu là gạch. Bên trong nhà thờ, ở phía trước của nhà xứ vẫn còn một văn bia thời Phục hưng của hiệp sĩ Zygmunt Wyszkota năm 1568.

Sự tôn kính đặc biệt trong nhà thờ là từ những ân sủng mà Bức tranh Đức Mẹ Konczycka đem lại. Bức tranh này được trưng bày trong nhà thờ từ thế kỷ 16. Cho đến thế kỷ 19, nhà thờ là một điểm đến cho các cuộc hành hương từ khắp Śląsk Cieszyński, thậm chí từ Vương quốc Phổ. Năm 1945, trong chiến tranh, nhà thờ bị hư hại nghiêm trọng và xảy ra hiện tượng cướp bóc, nhưng bức tranh không bị ảnh hưởng nhiều. Năm 1962 và 2007, bức tranh được đại tu và khôi phục.

## Một số hình ảnh

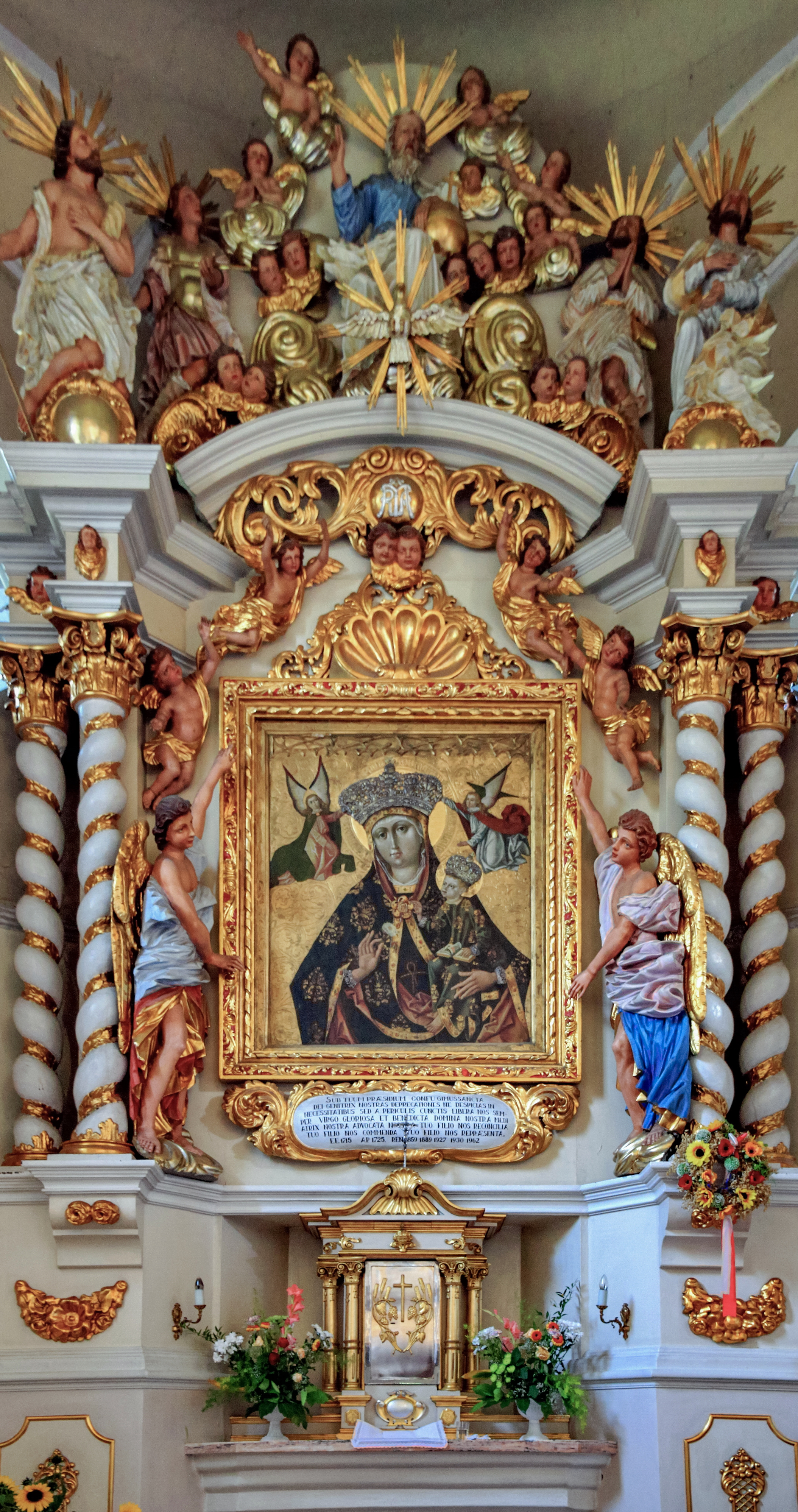
Bức tranh Đức Mẹ Konczycka
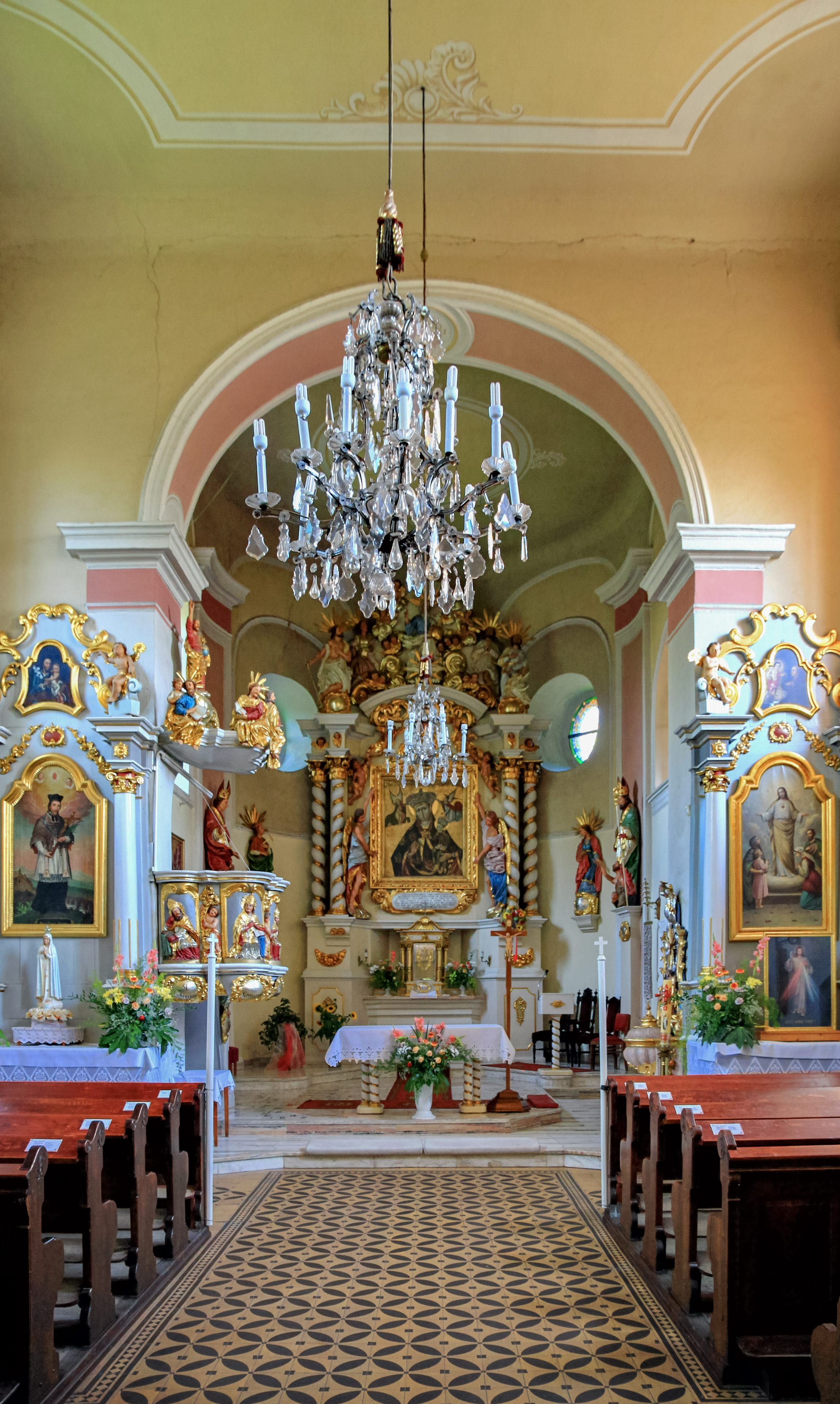
Gian giữa
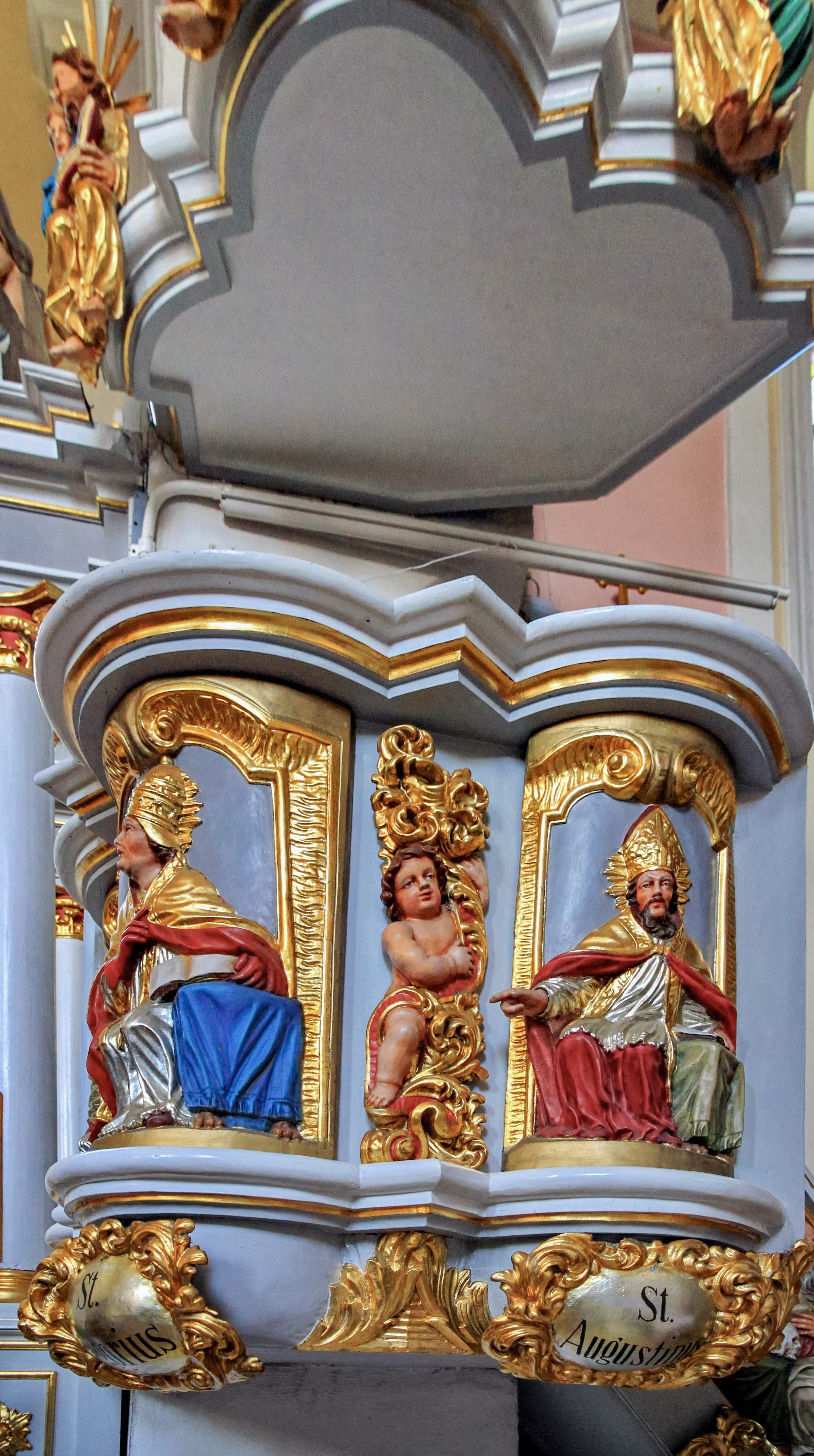
Giảng đàn
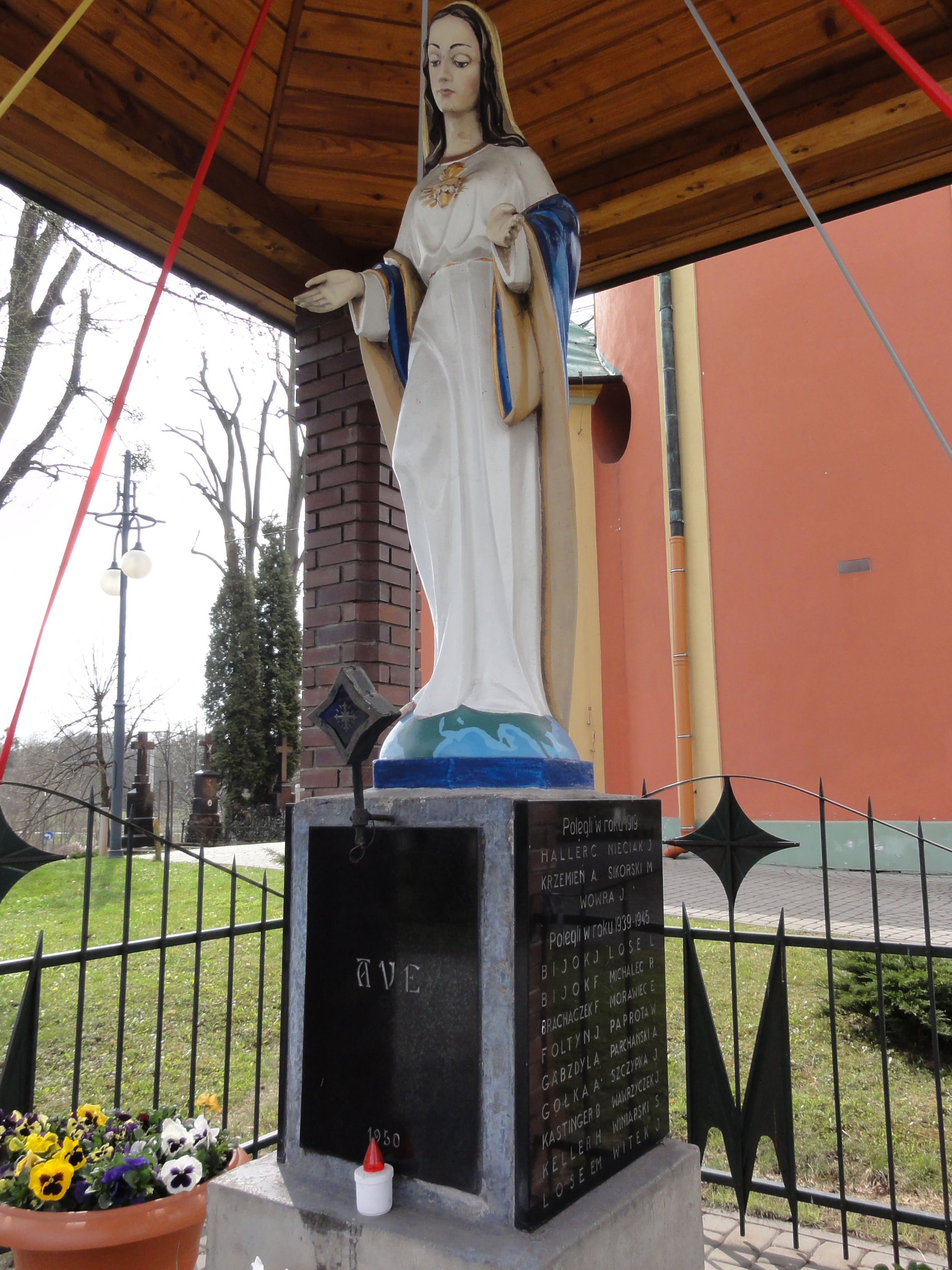
Tượng Đức Trinh Nữ Maria trước nhà thờ
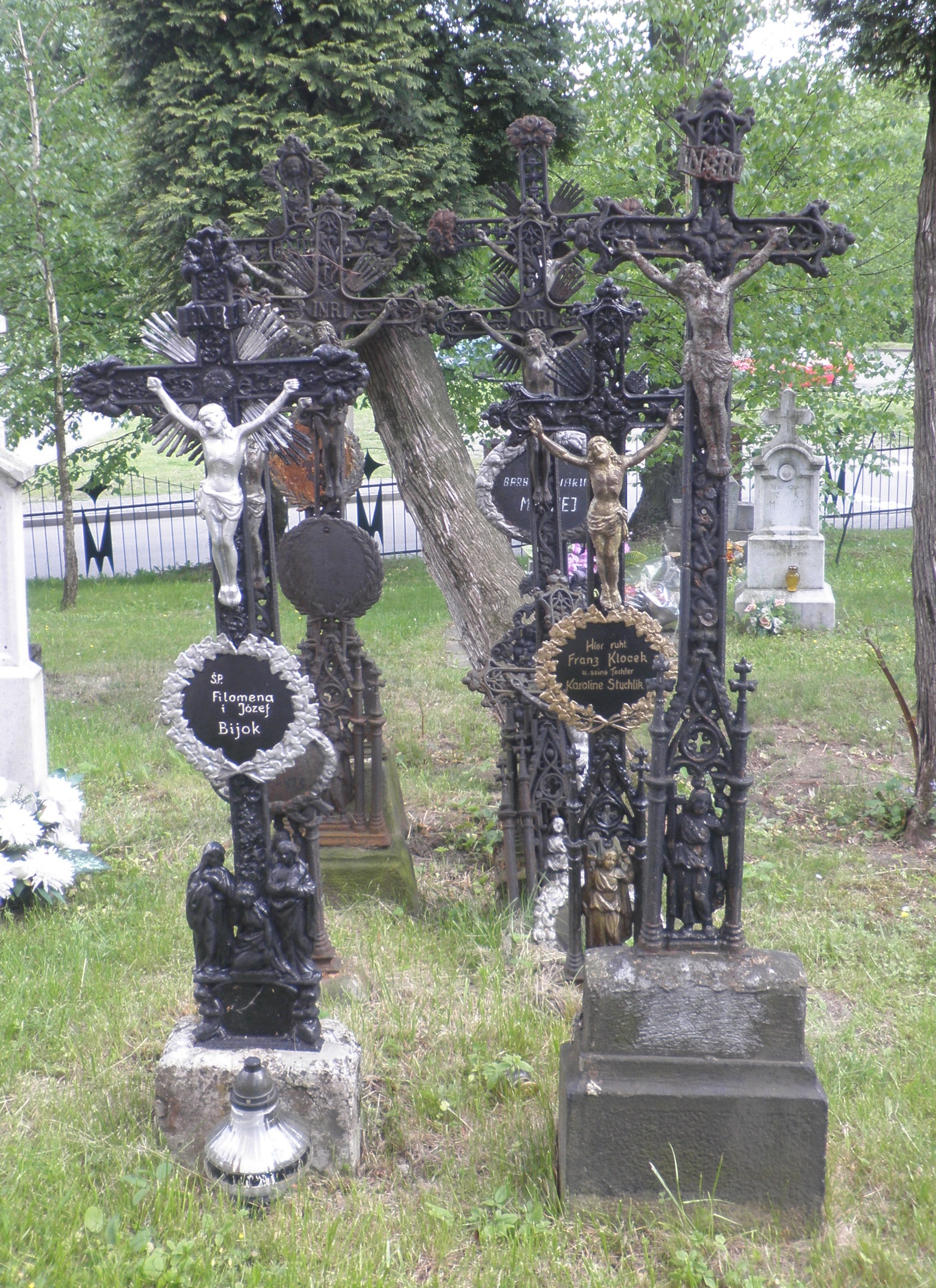
Nghĩa trang

## Sách
- Śląsk Cieszyński - Po obu stronach Olzy . Kraków: Amistad Sp. z o.o. - Program PolskaTurystyczna.pl. tr. 138. ISBN 978-83-7560-069-8.